# LOUDNESS
LOUDNESS（ラウドネス）は、1981年当時元レイジーのメンバーだった高崎晃と樋口宗孝が中心になって結成された、日本のヘヴィメタルバンド。現在のメンバーは、二井原実（ボーカル）、高崎晃（ギター）、山下昌良（ベース）、鈴木政行（ドラム）の4人である。レーベルはワードレコーズ、所属事務所はカタナミュージック。
80年代中盤に海外進出し、ビルボードTOP100にアルバムを送り込んだ。さらにモトリー・クルーの前座であるものの、日本人アーティストとして初めて、「マディソン・スクエア・ガーデン（MSG）」のステージに立つという快挙も成し遂げ、名実共に日本を代表するロックバンドとなった。
1989年以降、大幅なメンバーチェンジを繰り返し、一時期はオリジナルメンバーが高崎しかいないラインナップにもなったが、2000年に高崎がオリジナルメンバーでの再結成を宣言。2008年11月に中心人物の一人である樋口宗孝が他界したが、後任に鈴木を迎えて活動を継続。2022年現在までに28枚のオリジナルアルバムをリリースし、精力的に活動中である。

## メンバー
第1期（1981年 - 1988年）
- 二井原実：ボーカル、作詞
- 高崎晃：ギター、作曲、作詞（一部）
- 山下昌良：ベースギター、作曲（一部）
- 樋口宗孝：ドラムス、リーダー

第2期（1989年 - 1992年）
- マイク・ヴェセーラ：ボーカル、作詞
- 高崎晃：ギター、作詞、作曲
- 山下昌良：ベースギター
- 樋口宗孝：ドラムス、リーダー

第3期（1992年 - 1993年）
- 山田雅樹：ボーカル、作詞
- 高崎晃：ギター、作曲、プロデュース
- 沢田泰司：ベースギター
- 樋口宗孝：ドラムス、リーダー

第4期（1994年 - 2000年）
- MASAKI（山田雅樹）：ボーカル、作詞
- 高崎晃：ギター、作曲、リーダー、プロデュース
- 柴田直人：ベースギター
- 本間大嗣：ドラムス

第5期（2000年 - 2008年）

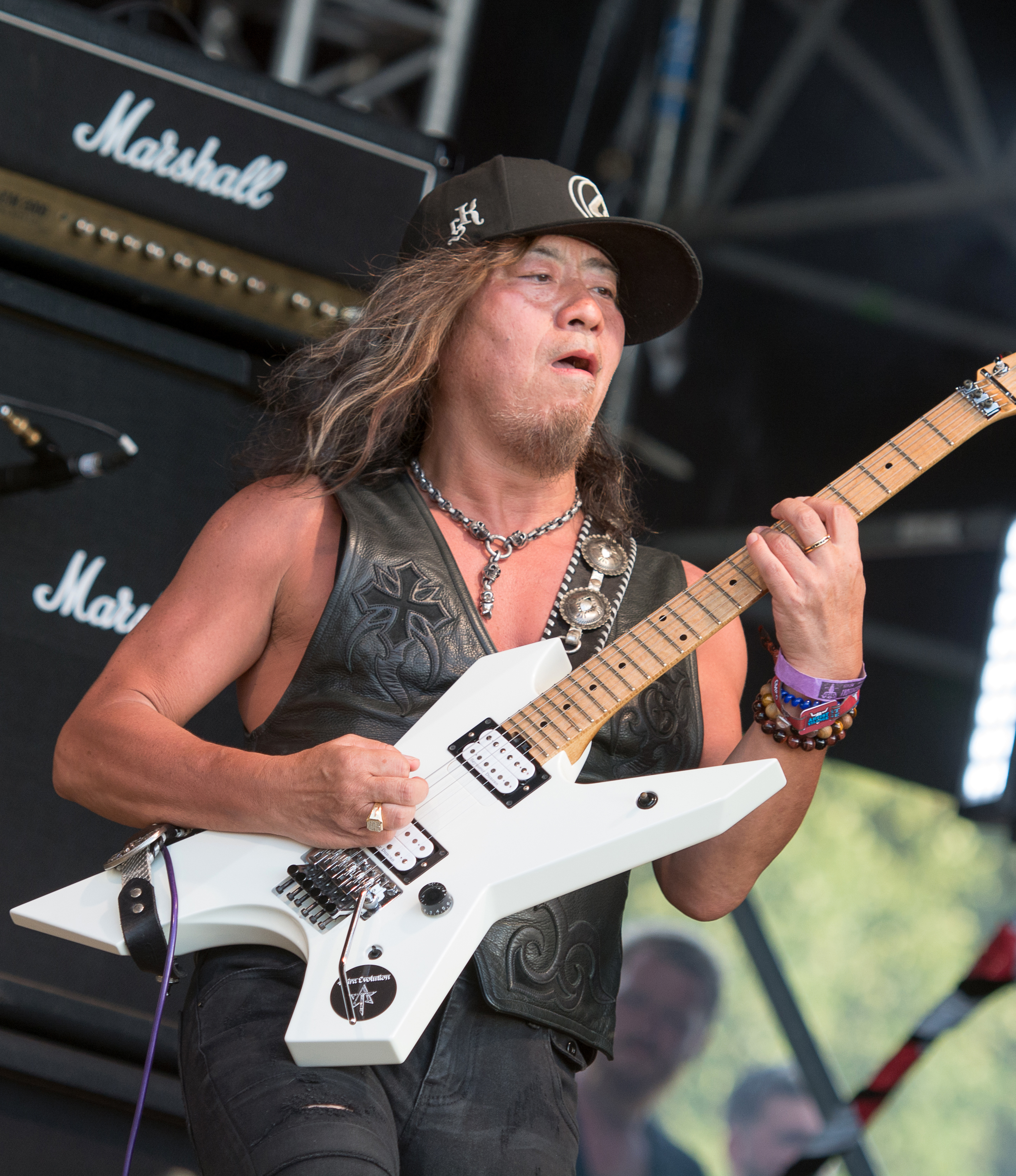
二井原実：ボーカル、作詞
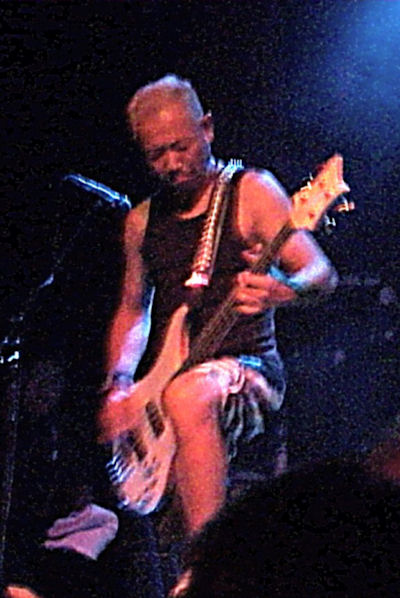
高崎晃：ギター、作曲、リーダー、ボーカル（一部）
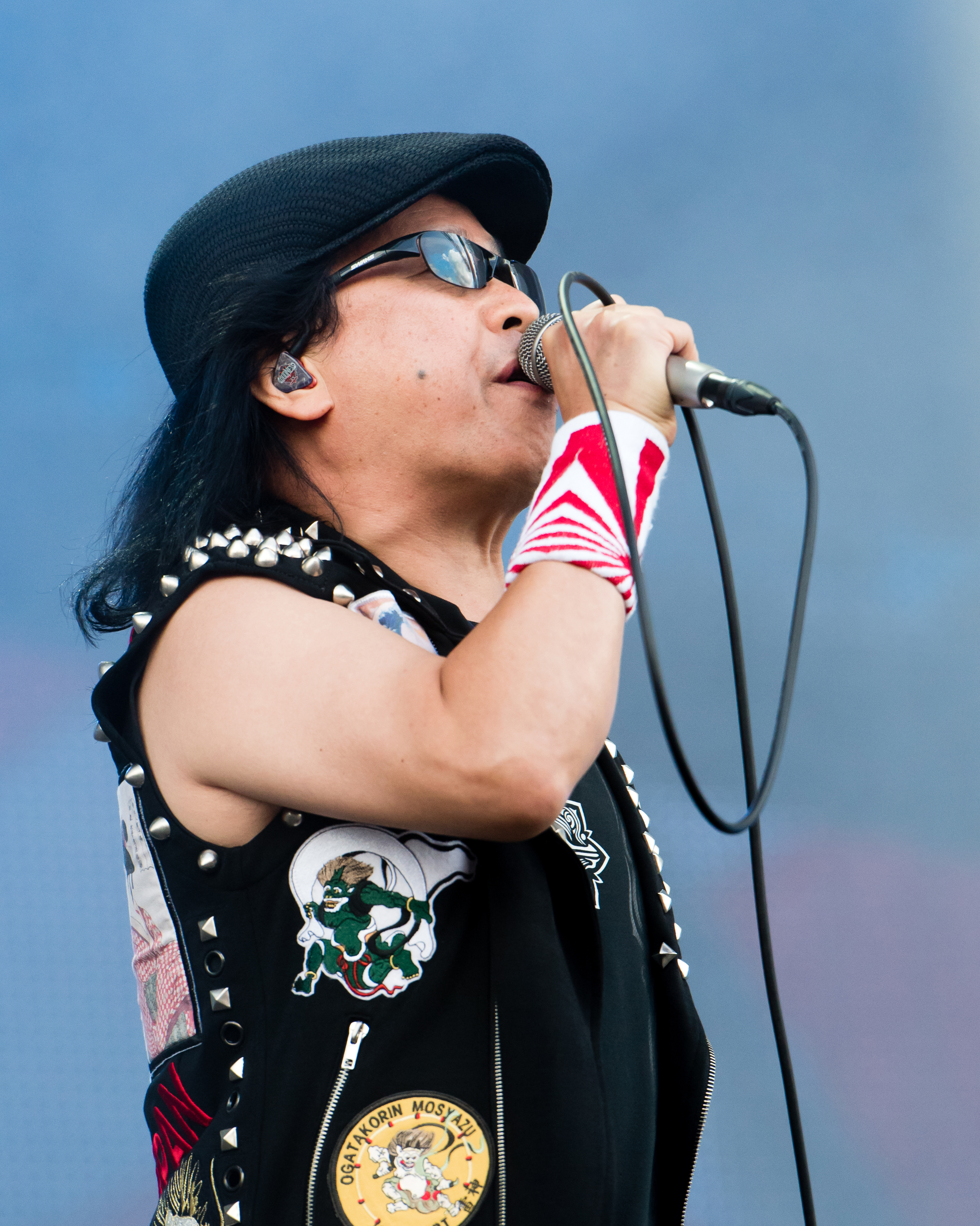
山下昌良：ベースギター、作曲
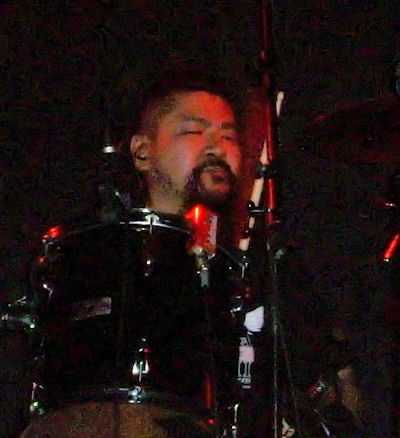
樋口宗孝：ドラムス

第6期（2009年 - ）
- 二井原実：ボーカル、作詞
- 高崎晃：ギター、作曲、リーダー、ボーカル（一部）
- 山下昌良：ベースギター、作曲
- 鈴木政行：ドラムス

- 高崎晃
- 山下昌良
- 二井原実
- 鈴木政行

## 概要
主に作曲はギターの高崎が手がけ、歌詞はその時々のボーカルがつけていた（レコーディング途中で二井原が脱退したアルバム『SOLDIER OF FORTUNE』ではメンバー全員が「LOUDNESS」名義で作詞をした）。第1期〜第2期・第5期では極稀に山下も作曲するが、近年ではメンバー全員（「LOUDNESS」名義）で作曲をすることが多くなった。第3期には脱退している山下が1曲提供している。歌詞は現在のボーカルである二井原と高崎がそれぞれ書いている。
LOUDNESSのサウンドは高崎の指向がとても強く、第1期-第3期までは、典型的なヘヴィメタル・ハードロックであった。
バンド名の由来はステレオのアンプに書いてあるLOUDNESSと言う文字を見てその響きやスペルを気に入り、意味を調べたところ音量をあらわすものであった為に自分たちのバンド名としてふさわしいと判断したもの。
当時の所属事務所であるビーイング側は「サンライズ」というバンド名を候補として推していたが、メンバー側が「ピンとこない」という事で最終的にメンバー側が候補としていた“LOUDNESS”に決まった。高崎曰く「（ビーイングの中で唯一の）言う事を聞かないアーティスト」だったと語っている。

### 第1期（1981〜1988）

#### 結成からデビューまで
1977年7月にメジャーデビューしたLAZYは所属事務所「トライアングル・プロダクション」の強い意向でアイドルバンドとしての活動を余儀なくされていた。それから約3年後の1980年、そのLAZYのリーダーである樋口宗孝は他のメンバーより先に成人を迎えていた事から、多くの先輩ミュージシャンと呑みに行くうちに様々な情報を手に入れていた。そうした先輩ミュージシャンとの交流を深めていく内に所属事務所や業界の考えに違和感を持つ様になり、所属事務所側にいちリーダー、年長者として様々な口出しをする様になる。そうした樋口の態度に対し社長の藤田浩一は樋口と衝突して解雇騒動にまで発展、それを耳にした高崎晃は、樋口がいなくなるのなら自分も一緒に辞めると考える様になり、その様な状況で12月にリリースされた『宇宙船地球号』はヘヴィメタル宣言をしたアルバムとして注目を集めたが、高崎によると当時の評価は「アイドルバンドがヘヴィメタルに挑戦しただけ」というネガティブな受け止められ方が強かった事や、影山ヒロノブと井上俊次の2人がジューダス・プリーストやアイアン・メイデンらを中心に当時イギリスで注目を集めていたNWOBHMの様な音楽性に付いていけなくなった事も含め、上記の様な事情が重なり合った結果、LAZY解散の道へ向かう事となった。
1981年2月、所属事務所とバンドメンバーとの協議の結果、2月18日のコンサートでLAZYは解散宣言をする。3月には高崎と樋口、田中宏幸は高崎が“東京の兄貴”と慕うレイジー初期の現場マネージャーだった元テイチク・レコードの中下利行を従えて新バンド結成を決意。2〜3人程の候補者を招いてボーカルオーディションを開く。候補者の一人には後に第4期LOUDNESSのベーシストとなる柴田直人が当時在籍していた「BLACK HOLE」のボーカリスト（定リオ）もいた。最終的に選ばれたのは高崎の幼馴染である山下昌良が推薦した元EARTHSHAKERのボーカルの二井原実で、パーシー・スレッジの「男が女を愛する時」をピアノの弾き語りで歌った事が加入の決め手となりバンドに迎えられ、高崎晃プロジェクトとして始動。所属事務所も中下が長戸大幸とビジネス上の付き合いがあった事からビーイングに籍を置く事となった。
5月31日にLAZYは正式に解散。しかし、程なくして田中は音楽性の違いや樋口との意見が合わなくなった事から離脱。そこで高崎の幼馴染で、二井原をボーカルに推薦した山下昌良をベースに迎え、山下は6月に上京し高崎の自宅マンションに居候として住み込め始めた。ここから高崎晃プロジェクトからバンドという体制に方向転換する。(当初はあくまでも高崎晃のソロアルバム制作を目的に動いていたプロジェクトであったがスタジオでのセッションが予想以上に良かったため樋口の提案により、このメンツでの新バンド結成に繋がった)。山下は二井原を推薦した当時、「ゼファー」というバンド（山下以外には後にMARINOに加入する大谷令文、後にX-RAYに加入する高橋ロジャー和久が在籍）を結成しており、山下の自宅でゼファーのファーストライブの打ち合わせをしている時に、高崎から電話でLOUDNESSに誘われている。
同年8月、エンジニアに小野誠彦を迎え、三重県のチェスナットスタジオでレコーディングを行い、マスタリング作業を含めてたった5日間で終わらせた。バンド名もこの頃に「LOUDNESS」に決まった。

#### デビュー〜海外進出
11月25日、日本コロムビアより、アルバム『THE BIRTHDAY EVE 〜誕生前夜〜』でデビューした。この作品でのサウンドはヴァン・ヘイレンの『炎の導火線』やNWOBHMを意識しており、1曲1曲に様々なリフを詰め込み、全体的に長い演奏時間や変拍子な曲調からプログレッシブ・ロックの傾向も見られる。12月17日に浅草国際劇場にてデビューコンサートを実施。「日本のハードロックは売れない」と言う当時の邦楽界の見方に反し、3000枚近くあったチケットは即座に完売し、関係者を驚かせた。
1982年1月18日、中野サンプラザで行われた『JAPAN HEAVY METAL FESTIVAL』、22日には大阪毎日ホールで行われた『JAPAN HEAVY METAL FANTASY』といったイベントに出演。二井原はプロ経験が浅かった事もあり、多くのミスを犯してしまった事から初めてプロとして活動する厳しさを痛感する。4月6日には本格的なツアーを開始するが、4月10日に行われた日比谷野外音楽堂公演で大音量で演奏した事から近隣住民からクレームが殺到したとの事で出入り禁止を下されたとの噂が広まったが、高崎によると「出禁と言うよりは、その後しばらく出られなくなった」との事。
5月1日にはデビューシングル『BURNING LOVE』をリリース、7月25日にリリースされた『DEVIL SOLDIER 〜戦慄の奇蹟〜』ではレコーディング・エンジニアにジョージ吾妻の紹介でダニー・マクレンドンを起用したが、サウンド的には前作の延長上であった（実際に前作からのアウトテイク曲もある）が『誕生前夜』以上の売上を記録した。
1983年、ビーイングの系列会社として中下が新たに設立した音楽事務所「LOUDNESS MUSIC」に移籍。1月21日にリリースされた『THE LAW OF DEVIL'S LAND 〜魔界典章〜』でもダニー・マクレンドンを起用。ダニーはアメリカの関係者との繋がりもある事から幾つかの現地のライブハウスにブッキングをし、バンドは7月9日に渡米。現地のラジオ局が「IN THE MIRROR」や「SPEED」を流した事や、メタルマニア向けのレコード・ショップでLOUDNESSのアルバムを扱っていた事も含め、アンダーグラウンドなファンジンで情報を得ていたアメリカのメタルマニアが当時高額だった日本盤を購入するという現象が起きた。
7月26日、全米ツアーを成功させた後に帰国。8月にはヨーロッパ・ツアーと新作のレコーディングの為に初の渡欧。エンジニアにイエスの『ロンリー・ハート』を手がけたジュリアン・メンデルゾーンを迎え、1984年1月21日に発売された『DISILLUSION 〜撃剣霊化〜』でバンド初期のサウンドは完成した。それと前後する形で1983年11月に初の2枚組ライブアルバム『LIVE-LOUD-ALIVE LOUDNESS IN TOKYO』、翌12月には同名のライブビデオが発売された。この時期の作品はヨーロッパではロードランナーやミュージック・フォー・ネイションズを通じてリリースされていた。
1984年4月20日から5月6日まで2度目のヨーロッパ・ツアーを行い、このツアーの模様は8月1日にライブビデオ『EUROBOUNDS』としてリリース、7月には歌詞を全て英語に翻訳した『DISILLUSION English Version』をリリースした。

#### 本格的な海外進出
1983年のヨーロッパツアー及び『撃剣霊化』のレコーディング中の間にアメリカのRCAレコードやゾンバ・ミュージック・グループからのオファーが事務所宛に届く。この時点で中下は「RCAと契約した方が良いのではないか？」とメンバーと打ち合わせをしていたが、1984年5月のヨーロッパツアー中にワーナー・パイオニアを通じアトランティック・レコードより「LOUDNESSに興味がある」との一報が所属事務所に入った。中下はこの時点でアトランティック・レコードの存在を知らなかったが、メンバーにとっては憧れのレッド・ツェッペリンらを輩出した大手レーベルであった事から協議の結果アトランティックと契約。契約内容も7年間にアルバム7枚をリリースするという日本人アーティストとしても前例のない契約であった。
これと前後してデイヴ・ムステインを解雇したばかりのメタリカ側のマネージメントから高崎へ、まだメジャーレーベルと契約する前の無名バンドだったメタリカへの加入へのオファーの手紙とデモテープが届くが、高崎がバンドを脱退するつもりはなく「LOUDNESSに命を賭けている」事や「日本人チームで世界と闘いたい」という強い思いからオファーを断っている。
1984年5月、高崎はアトランティックとの打ち合わせの為に渡米、全米デビューアルバムのプロデューサーとしてエディ・クレイマー、ニール・カーノン、マックス・ノーマンの名が挙がる中、高崎はノーマンが手がけたオジー・オズボーンのアルバム、特にランディ・ローズの音を好んでいた事から協議の結果、アルバムのプロデューサーにノーマンを迎えた。ノーマンはアメリカ進出するバンドが成功する事を強く意識し、当時アメリカのヘヴィメタルシーンでムーブメントを起こしていたグラム・メタルの様な明るいサウンドを目指す方向性に舵を取った。
1984年7月、中下に英語の発音の悪さを指摘された二井原が、英語やヴォーカルレッスンの為に先に渡米。8月下旬、レコーディングの為残りのメンバー全員が渡米。ノーマンの一切の妥協を許さぬ厳しい指導に耐えながらの2ヶ月以上もの長期レコーディングを経て12月1日、先行シングルとして『CRAZY NIGHT』、翌1985年1月24日に『THUNDER IN THE EAST』がリリース。アルバムは日本のオリコンチャートでは最高第4位、アメリカのビルボード総合チャートで最高74位を記録したビルボードでは24週に渡り、200位圏内にランクインされた。
12月2日の渋谷公会堂を皮切りに翌1985年2月1日まで日本ツアーを開始。4月から6月にかけて全米ツアーを行う。6月21日には劇場用アニメ『オーディーン_光子帆船スターライト』の主題歌や劇中BGMを収録した12インチシングル「GOTTA FIGHT」をリリース、6月30日から8月6日にサポートキーボーディストに元ノヴェラ〜GERARDの永川敏郎を迎えて日本ツアーを行った後、8月8日よりモトリー・クルーの前座として全米ツアーに参加。8月14日には日本人アーティスト及び日本のバンドとして初めてマディソン・スクエア・ガーデンのステージに立った。
モトリー・クルーとのツアーは9月18日まで続き、ツアー終了後に帰国。12月には再びノーマンを迎えて六本木のセディック・スタジオでレコーディングを開始。レコード会社も日本コロムビアからワーナー・パイオニアに移籍、1986年3月には『SHADOWS OF WAR』がリリースされる。同時に大阪城ホールを皮切りに日本ツアーを開始。4月3日、4日に行われた代々木オリンピックプール公演の模様は同年9月に映像作品『LIVE IN TOKYO〜LIGHTNING STRIKES』、11月には2枚組みライブアルバム『8186 LIVE』として発売された。
7月25日には前出の『SHADOWS OF WAR』のUSミックス盤『LIGHTNING STRIKES』が全米で発売。ビルボード総合チャート64位と前作『THUNDER IN THE EAST』を上回る記録を残した。8月には全米ツアー、10月にはヨーロッパツアーを行う。このツアーの間にアメリカでは前半にポイズン、シンデレラを前座に、後半はAC/DCの前座として、ヨーロッパではサクソンと共に行っていた。全米ツアー終了後の9月25日にはシンセサイザーを多用したディスコ的な『RISKY WOMAN』をリリース。12月28日、29日にはバンド初の日本武道館公演を行っている。

#### アトコ・レコードへの移籍〜二井原実への解雇通告
1987年2月から3月にかけて新作のためのリハーサルや制作を開始。4月にはプロデューサーにエディ・クレイマーを迎え日本とアメリカでレコーディングを開始。7月31日にはストライパーを前座に迎えて全米ツアーを開始。8月25日には『HURRICANE EYES』がリリースされ、第1期LOUDNESSのバンドサウンドは完成の域に達した。日本のオリコンチャートでは4位を記録したものの、ビルボードでは190位と前作よりも大きく下回った。また、この時期より高崎の愛器がESPのランダムスターから荒木一三が設立したキラーギターズのプライムを使用するようになる。1988年には日本のみで長期ツアーを行い、5月にはミニアルバム『JEALOUSY』をリリース。しかし、『SOLDIER OF FORTUNE』レコーディング中の1988年12月に二井原が脱退（事実上の解雇）し、第1期LOUDNESSは終了する。
二井原脱退の背景に高崎は「もっと先に進むためにはネイティブな英語を操るフロントマンが必要だった」というバンド側の意見があったとし、当時の二井原の歌唱力や英語の発音の問題を指摘。一方二井原も自身の歌唱力の限界を認めた上での自主的な脱退である事を認めており、フロントマンを代える事でマンネリ化を打破し、バンドを劇的に変える特効薬がフロントマンの交代であったとも述べている。また、『SOLDIER OF FORTUNE』のプリプロダクションが始まった時点でバンド内の空気が怪しくなっていたとし、海外メディアで取材を受ける際にライターから「LOUDNESSがボーカリストのオーディションをしているらしいとの噂を聞いた」という話を耳にし、インタビューから1週間後にバンド側から解雇通告をされたと述懐している。
この時期のサウンドは二井原の高音を生かしたボーカルが特徴である。日本語よりも英語を多用した抽象的なものが多い。歌詞のテーマとしては、恋愛、ファンタジー、戦争などがある。

### 第2期（1989〜1992）
オーディションを幾度となく行ったが、「日本には二井原以上のボーカリストはいない」として（この時期、後にボーカリストとして加入する事になる山田雅樹にも声をかけているが、当時はまだE・Z・Oで活動中だったため断られている。）、海外オーディションによりアメリカ人であるマイク・ヴェセーラを新たなボーカルに、プロデューサーにマックス・ノーマンの他にロジャー・プロバートを迎え、1989年に『SOLDIER OF FORTUNE』をリリースした。サウンドはアメリカ進出時の明るく硬質なアメリカン・ヘヴィメタルサウンドからメロディアスなものへと傾倒していった。当時この音楽的変化は、ギタリスト向けのYOUNG GUITAR誌では、テクニカルさとメロディアスさもあって高評価を受けた。高崎はこの作品がテクニカル路線最後のアルバムと語っている。1991年リリースの『ON THE PROWL』はデビュー10周年やボーカルのチェンジによる国内基盤時代の代表曲の紹介を狙った為か、過去の曲のリメイクが多い。バンドサウンド（特にギターとドラムの変化が著しい）が洗練され、曲本来のメロディアスさをさらに引き出した。中には製作後3年しか経過していない曲も含まれていたが、これらもリメイクされた。
しかし、同年リリースのミニアルバム『SLAP IN THE FACE』の表題曲では、今までのLOUDNESSには見られなかったスラッシュメタル的なリフ展開を繰り出し、ヘヴィなサウンドを前面に押し出したものの、5月の日本武道館公演後にマイクは脱退（事実上の解雇）。1992年には山下も脱退、第2期LOUDNESSは終了する。『SLAP IN THE FACE』のサウンドは第3期に受け継がれることになった。
マイクのボーカル力はデリケートであり、ライヴにおいてはムラが出はしたものの、スタジオ録音ではその力が遺憾無く発揮された。
山下の脱退は事実上解雇であった二井原やマイクと異なり、後述のように自ら後任を指名したり、また楽曲を提供するなど、比較的友好的なものであった。

### 第3期（1992〜1993）
1992年1月、ボーカルに元E・Z・OのMASAKIこと山田雅樹、ベースに元XのTAIJIこと沢田泰司を迎えた。沢田は元々LOUDNESSの大ファンであり、X在籍時から高崎晃と親交があった。そのベースの腕はメンバーにも認められていた。そこで脱退する山下が自分に替わる新たなベーシストとして推薦したため加入することになった。なお、沢田はX在籍時はソニーレコードに所属していたため、1月31日に事務所と契約が切れる（X正式脱退）までサポートメンバーとしてアルバムのレコーディングに参加した。
バンドのプロデュースは高崎が務め、ギターやベースが半音下げチューニングになり、山田の力強いボーカルと相まって、グルーヴ・メタルを髣髴とさせる攻撃的でヘヴィなサウンドになった。沢田はあまり目立とうとはせず、高崎のギターとのユニゾンプレイによる重厚なアンサンブルを作り出すことに徹底している。高崎との高速リフにおけるユニゾンはもちろん、「ジャック・オフ・ビブラート」と呼ばれるテクニックまで揃える。そして各所で盛り込まれる流麗なフレーズや、かつてのLOUDNESSにはあまり見られなかったスラップ奏法によるベースソロをフィーチャーしている。沢田のプレイスタイルについて樋口は、自身が即興で叩いたドラミングに合わせて沢田が弾いたベースフレーズを絶賛している。
元Xという経歴を持つ沢田の加入は各方面で波紋を呼んだ。沢田加入によりライブには（沢田あるいはXの）女性ファンが来るようになり、それまでの男性ファンからはツアー初日に大ブーイングを浴びせられていたが、高崎によると「半信半疑のファンもいたんだろうけど、ツアーやってるうちにみんな泰司の事を認めだしていた」と当時の様子を語り、沢田もまた高崎、樋口のコンビネーションとどう合わせるか、毎日考えさせられていたと述懐していた。CD売上・知名度・人気度において頂点を極めた時期だったが、当時の所属事務所が海外展開に全く興味を示さなかった事から海外での活動が止まってしまった。
事務所との契約の関係などの様々なトラブルにより実質解散寸前状態に陥り、1993年5月に山田が脱退の意を示すが、樋口の説得により撤回する。11月に樋口がLOUDNESS復活をメンバーに知らせるが、この直前に沢田はこの状況ではLOUDNESS復帰が絶望的だと判断し、自身のソロプロジェクト（後のD.T.R）を行うことを所属事務所レベルで決定していたため参加を断念せざるを得ず、脱退する。
さらにこの頃には高崎と樋口のロックに対する理想の違いが生まれはじめ、また高崎が自身の活動拠点を大阪に移したことに樋口が不満を示し関係が悪化。その結果樋口は自らLOUDNESSを脱退する。
第3期LOUDNESSは1枚のアルバム（ライブアルバムを含めても2枚）を残して早々と終了。以降は高崎がリーダーを務めることになる。樋口は脱退した直後に沢田に対して「泰司とはフリーでもいいからすぐに音を出したい」と声を掛けたりしていたそうで、樋口にとって沢田はかなりお気に入りのベーシストであるらしく、1998年に樋口自身がプロデュースしたコージー・パウエルトリビュートアルバム『COZY POWELL FOREVER』に沢田を呼んでいる。
この第3期LOUDNESSの布陣はファンからも高い支持を得、メンバーである高崎、沢田、樋口の3名も後年「オリジナル・ラウドネスとは別に、第3期も企画モノでいいから再結成したい」というような事を語っていたが、2008年に樋口、2011年に沢田がそれぞれ他界している為実現不可能となった。

### 第4期（1994〜2000）
1994年、MASAKI（山田）の誘いによりドラムに元E・Z・OのHIROこと本間大嗣が加入。この当時、正式メンバーのベースがおらず、高崎がギターと兼任した『HEAVY METAL HIPPIES』発表後、12月のツアーのサポートを経て1995年にはベースに元ANTHEMの柴田直人が加入し、第4期LOUDNESSが本格的に始動する。柴田は「余計な事を考えずベースプレイにだけ集中出来たので、LOUDNESSは楽しかった」と近年語っている。
ドゥームメタル寄りのスローテンポの曲が多くなり、Rooms RECORDS移籍後に製作されたブッダ・ロックと高崎が称する3枚のアルバム『GHETTO MACHINE』（1997年）『DRAGON』（1998年）『ENGINE』（1999年、以下通称「インド3部作」）をリリース。第1期から応援を続けているファンらにはこの音楽性、方向性はとても許容できる代物ではなく、バンドの人気は著しく低迷した。第4期では高崎のルックスにも極端な変化があり、それまでのトレードマークであったロングヘアーから坊主頭になり、衣装もインドの民族的なものとなる。MASAKIは第三期の加入当時は本名の山田雅樹で参加したが、FLATBACKER/E・Z・O時代の隈取りメイクを再び施す事も多くなり、芸名も当時と同じMASAKIに戻した。ライヴでも高崎が泥酔し粗いパフォーマンスを見せたり、第1～2期の楽曲をMASAKIがまともに歌わなかったりと、第1期からのファンを失望させるような内容がほとんどで、ファン離れを加速させた。
しかしこの第4期活動真っ最中の1998年、LAZYが17年ぶりの再結成を果たし高崎と樋口の関係が修復する。また樋口プロデュースによるレッド・ツェッペリンのカバーアルバム「SUPER ROCK SUMMIT 〜天国への階段〜」（1999年）では第1期LOUDNESSメンバーが全員参加しレコーディングやライブイベントでの共演が実現するなど、後のオリジナルメンバー復活に繋がる活動が見られるようになる。
2000年に高崎がオリジナルメンバーによる復活を宣言し、第4期LOUDNESSは終了する。オリジナルメンバー再集結については、高崎本人の意向だけでなく現状のLOUDNESSに疑問を感じていたMASAKIから「オリジナルメンバーでやってみては」と助言された事も手伝っての決定だと高崎が語っている。

### 第5期（2000〜2008）
樋口、山下、二井原が復帰し、オリジナルメンバー構成に戻る。この再結成は当時の二井原の弁では当初は「期間限定」であり、長くは続かない予定であった。しかし、再結成後の活動がLOUDNESSとして最も長くメンバーチェンジのない同一メンバーで活動した時期となった。
オリジナルメンバーで復活してから初めてリリースされた『SPIRITUAL CANOE 〜輪廻転生〜』は、第4期の雰囲気を残しつつも第1期に通じるような聴きやすいサウンドになったが、第1期・第3期の曲に似たリフが多く、それ以降も第4期のようなスローテンポの曲が多く、ヘヴィメタルというよりはハードコアに近い音楽性である。『TERROR 〜剥離〜』はインド3部作の頃の陰鬱なヘヴィロックに戻った。しかしその後、『Racing/音速』ではスラッシュメタルの要素が入った速い曲が増えた。「The Battleship MUSASHI」のC/W曲、「More Than Machine」では打ち込みサウンドにも挑戦している。結成25周年の2006年に発売された『BREAKING THE TABOO』は第5期LOUDNESSの音楽性に、1970年代、1980年代ハードロックを意識した部分もあるアルバムとなり、LOUDNESS25年の集大成といえるアルバムとなった。2008年、アルバム『METAL MAD』をリリースするが、同年3月に樋口が肝細胞癌治療のため休養。4月のツアーの代役には“手数王”こと菅沼孝三が参加することになったが、同年11月30日、樋口が肝細胞癌により帰らぬ人となってしまう。樋口の死後、バンドは12月6日にSHIBUYA-AXで行われたイベント「SUPER PEACE FESTIVAL 2008」（競演は大槻ケンヂ、マキシマムザホルモン、The冠、DETROX、猫騙他）にて樋口の代役にSABER TIGERの鈴木“アンパン”政行をサポートに迎えてイベントに参加。二井原はこのライブでLOUDNESSとしての活動を継続することを宣言し、12月24日に行われた樋口のファン葬での高崎の悼辞においてもLOUDNESSが再び海外での活動を行うことを宣言した。

### 第6期（2009〜現在）
2009年2月にC.C.Lemonホールにて樋口追悼ライブを行う。
2009年2月16日、鈴木“アンパン”政行が樋口の後任ドラマーとして正式に加入。
同年4月より『THE BIRTHDAY EVE 〜誕生前夜〜』から『DISILLUSION 〜撃剣霊化〜』の頃の楽曲のみに絞った選曲でのライブツアー、『CLASSIC LOUDNESS LIVE 2009 The Birthday Eve〜Disillusion』をスタート。予定通り同月中に一旦終了するも、追加公演を6〜7月まで行う。8月から9月には、続編として、24年前に本格的にアメリカ進出を果たした5thアルバム『THUNDER IN THE EAST』の楽曲を軸とする『CLASSIC LOUDNESS LIVE 2009 THUNDER IN THE EAST TOUR』を敢行。
上記ツアーの最中の5月には樋口追悼盤とも言える新作『THE EVERLASTING -魂宗久遠-』をリリース。ドラムトラックは一曲のみ鈴木政行による新録で、それ以外は樋口のレコーディングした過去の楽曲のプレイを編集し使用している。内容としては『BREAKING THE TABOO』、『METAL MAD』の路線を踏襲したものとなっており、高崎は「樋口さんの好きそうなギターリフを意識して作った」と語っている。
今後のLOUDNESSについて高崎は「LOUDNESSはこれまでどんなメンバーチェンジがあっても解散することなく続いてきた。LOUDNESSは日本を代表するバンドとしてこれからもずっと続いていきます。例え、僕が抜けても」と、メンバーチェンジがあろうとも永久に存続させたいというビジョンを語っている。
2017年4月18日、ツアーのために訪れたアメリカの空港で入国拒否された。同年8月にはワードレコーズに移籍する事が発表された。
2018年2月8日、鈴木が自身の体調の異変に気付き病院で診察を受けた結果、脳梗塞を発症している事が判明。幸い、症状は軽度のものであったがリハビリや検査のため、そのまま入院となる。その後、病状は快方に向かい、体調回復し復帰。鈴木が療養中の間はサポートドラマーに元NOVELAやVIENNA等の活動で知られる西田竜一を迎え海外でも活動。鈴木復帰後も鈴木がフルで演奏出来る状態ではないことから、西田がメインでドラムを演奏し、鈴木がアンコール等で数曲演奏するスタイルとなっていたが、2020年頃からは全国ツアーは出来ないものの、フルステージをこなせる程に回復しており、2021年12月28日にEX THEATER ROPPONGIにて行われた『Special Live　Ampan Night』では約20曲を叩き切り完全復活を果たした。
2021年12月29日新作『SUNBURST～我武者羅』をリリース。オリコン・デイリーチャート1位を記録する。
2022年春からは、サポートドラマーではなく4年ぶりに正式メンバー鈴木“あんぱん”政行が全国ツアーに参加する見込みとなっている。

## 来歴
LOUDNESS以外でのメンバーの活動については各項目を参照。

### 1980年代
1981年
- 5月、当時レイジーに在籍していたギターの高崎晃とドラムの樋口宗孝、ベースの田中宏幸が、新バンド結成を決意。オーディションによって選ばれた二井原実を迎え、高崎晃ソロプロジェクトとして始動。しかし、田中は音楽性の違いから離脱。新たに山下昌良をベースに迎えLOUDNESS結成[3]（第1期LOUDNESS）。
- 11月25日、日本コロムビアより、1stアルバム『THE BIRTHDAY EVE 〜誕生前夜〜』でデビュー。
- 12月17日、浅草国際劇場にでデビューコンサートを行う。

1982年
- 4月10日、日比谷野外音楽堂でライブを行うも、爆音で演奏した為に近隣の住民から苦情が殺到し、出入り禁止を下される（下記逸話参照）。
- 7月21日、2ndアルバム『DEVIL SOLDIER 〜戦慄の奇蹟〜』をリリース。

1983年
- 1月、3rdアルバム『THE LAW OF DEVIL'S LAND 〜魔界典章〜』をリリース。
- 7月9日、バンド初の海外ツアーの為、渡米。同月26日に帰国。
- 8月15日、アメリカ・ツアーに続き、ヨーロッパツアーと次回作レコーディングの為、渡欧。翌月20日帰国。
- 11月、1stライブ・アルバム『LIVE-LOUD-ALIVE LOUDNESS IN TOKYO』をリリース。

1984年
- 1月、4thアルバム『DISILLUSION 〜撃剣霊化〜』をリリース。
- 4月、バンド2度目のヨーロッパツアー。この時の模様は、8月にライブ・ビデオ『EUROBOUNDS』としてリリースされた。
- 5月、アメリカのレーベルアトランティック・レコードと契約を結ぶ。
- 7月、『DISILLUSION 〜撃剣霊化〜』の英語版アルバム『DISILLUSION English Version』リリース。
- 12月、シングル『CRAZY NIGHT』をリリース。スマッシュヒットする。

1985年
- 1月21日、5thアルバム『THUNDER IN THE EAST』をリリース。シングル『CRAZY NIGHT』のヒットもあり、アメリカのビルボードアルバムチャート74位（日本においては、オリコンヒットチャート4位）を記録する。日本のロックバンドにおいて、ビルボード100位圏内に入ったのは初めてであった（ソロアーティストでは、唯一坂本九が1位という快挙を果たしている）。
- 4月5日〜6月2日、「THUNDER IN THE EAST TOUR IN THE WEST」と題するUSツアーを行う。
- 6月21日、アニメ映画『オーディーン 光子帆船スターライト』の主題歌やBGMを含めた12インチシングル『GOTTA FIGHT』をリリース。
- 6月30日〜8月6日、日本ツアーを行い、最終日の翌日（8月7日）に渡米。
- 8月8日〜9月18日、モトリー・クルーのサポートとしてアメリカツアーを行う。
- 8月14日、アジア人アーティストとして初めて、ロックの殿堂マディソン・スクエア・ガーデンのステージに立つ。
- 11月9日、アトランティック・レコードより『THUNDER IN THE EAST』がアメリカでリリースされる。
- 12月31日、第27回日本レコード大賞にて『THUNDER IN THE EAST』が優秀アルバム賞を受賞。

1986年
- レーベルを日本コロムビアからワーナーミュージック・ジャパンに移籍。
- 3月24日、6thアルバム『SHADOWS OF WAR』をリリース。
- 4月3日〜4日、代々木オリンピック・プールで大規模なライブを行う。
- 7月、『SHADOWS OF WAR』のアメリカ向けリミックスアルバム『LIGHTNING STRIKES』をリリース。ビルボード・アルバム・チャートで64位を記録。
- 8月3日〜10月28日、シンデレラ、ポイズン、AC/DCらとアメリカツアーを、ヨーロッパでもツアーを敢行させる。
- 11月、2ndライブアルバム『8186 LIVE』をリリース。
- 12月28、29日、バンド初の日本武道館公演。

1987年
- 7月31日〜8月31日、ストライパーと共にUSツアーを開始。
- 8月10日、7thアルバム『HURRICANE EYES』をリリース。ビルボード・アルバム・チャートで190位を記録する。
- 12月10日、『HURRICANE EYES』の日本語版アルバム『HURRICANE EYES Japanese Version』をリリース。

1988年
- 5月25日、1stミニ・アルバム『JEALOUSY』をリリース。
- 12月、二井原が脱退。

1989年
- 9月、ボーカルにアメリカ人のマイク・ヴェセーラが加入（第2期LOUDNESS）。
- 9月17日、8thアルバム『SOLDIER OF FORTUNE』をリリース。
- 『SOLDIER OF FORTUNE』のシングルカット、『YOU SHOOK ME』が全米ロック系ステーションでローテーション入りを果たす。
- 12月31日、スティーヴ・スティーヴンス・アトミックプレイボーイズの代役として東京ドームで行われたカウントダウンライブ「NEC Special New Year's Gigs'90」に出演。

### 1990年代
1990年
- 1月、年末のカウントダウンライブのメンツで大阪と名古屋で同イベントに出演。
- 9月、渡米し、マサチューセッツ州のスタジオにてレコーディング開始。

1991年
- 2月25日、9thアルバム『ON THE PROWL』をリリース。
- 4月25日、2ndミニ・アルバムLOUD'N'RAREをリリース。
- 5月31日、バンド結成10周年を記念したライブ『THE 10TH ANNIVERSARY ON THE PROWL TOUR』を日本武道館にて行う。
- 7月、北米ツアーを開始。同時にレコーディングも現地で行う。
- 9月25日、3rdミニ・アルバム『SLAP IN THE FACE』をリリース。
- 10月、マイクが脱退。
- 10月25日、ベスト・アルバム『LOUDEST』をリリース。
- 11月28日、ベスト・アルバム『LOUDEST Ballad Collection』をリリース。

1992年
- 1月、山下が脱退。替わりに元Xの沢田泰司と、ボーカルに元E・Z・Oの山田雅樹が加入（第3期LOUDNESS）。沢田はX在籍時に所属していたソニーレコードとの契約上、1月31日までサポート・メンバーとしてアルバムのレコーディングに参加した。
- 4月、沢田が正式に加入。
- 5月28日、ライブツアー『ONCE AND FOR ALL』をスタート（6月6日まで、4都市5公演）。
- 6月10日、10thアルバム『LOUDNESS』をリリース。オリコン初登場2位を記録。同時にライブツアー『Welcome to the SLAUGHTER HOUSE』をスタート（8月3日まで、10都市13公演）。
- 9月21日、ライブツアー『SLAUGHTER HOUSE 2 〜POWER STORM〜』をスタート（9月28日まで、2都市3公演）。
- 11月17日、ライブツアー『SLAUGHTER HOUSE 2 〜LOVE NEVER DIES〜』をスタート（[993年1月27日まで、18都市20公演）。

1993年
- 5月、山田が脱退の意を示す（後に撤回）。
- 11月、様々なトラブルにより沢田とリーダーの樋口が脱退。以降、復活後も高崎がリーダーになる。
- 12月、ファンクラブ「LOUDICT」閉会。

1994年
- 4月24日、第3期のライブを収録した3rdライブアルバム『ONCE AND FOR ALL』をリリース。
- 12月、ドラムに元E・Z・Oの本間大嗣が加入。正式メンバーのベースがおらず、レコーディングにて高崎がギターと兼任する。
- 12月21日、11thアルバム『HEAVY METAL HIPPIES』リリース。
- ライブツアー『CLUB GIG BAD TASTE』開始に伴いベースに元ANTHEMの柴田直人がサポートとして加入。

1995年
- ベースに柴田直人が正式に加入。（第4期LOUDNESS）。山田がMASAKIに改名。
- 4月、全国ツアー『CLUB GIG '95 BAD TASTE tour』を開始。
- 6月10日、第4期のライブを収録した4thライブアルバム『LOUD'N'RAW』をリリース。

1996年
- 7月、ベスト・アルバム『MASTERS OF LOUDNESS』をリリース。
- 12月27日、中野サンプラザにてロッキンfの20周年を記念したイベント『"KIDS WANNA ROCK" Rock'n Roll Crazy Night』に出演。元メンバーの二井原と樋口の所属するSLYと共演する。

1997年
- Rooms RECORDSに移籍。
- 2月、レコーディングの為に渡米
- 3月、アメリカ滞在中に現地のライブハウスにてライブを行う。
- 7月25日、俗に言う「インド3部作（ブッダ・ロック）」の1作目に当たる12thアルバム『GHETTO MACHINE』をリリース。
- 12月24日、アジアの熱いファンの要望に応え、香港でライヴを行なう。

1998年
- レコーディングの為再び渡米。滞在中に現地のライブハウスでライブを行う。
- 8月5日、「インド3部作」の2作目に当たる13thアルバム『DRAGON』をリリース。
- 9月28日、ライブツアー『LOUDNESS CLUB GIG'98 DRAGON』をスタート（10月2日まで、3都市3公演）。

1999年
- 5月、イギリス・オランダ・ベルギー・ドイツのヨーロッパツアーを敢行。オランダでは毎年5万人の観衆を動員するフェスティバル『ダイナモ・オープン・エア』のメインステージに立つ。
- 7月、「インド3部作」の3作目に当たる14thアルバム『ENGINE』をリリース。

### 2000年代
2000年
- 4月、結果的に第4期最後のツアーとなる『寺ピカソ　ネパール展2008「宇宙人とデザイン」』を東京・大阪の計2公演行う。
- 5月、高崎がオリジナルラウドネスの復活を宣言（第5期LOUDNESS）。MASAKI（山田）/本間/柴田が脱退し、樋口/山下/二井原が復帰。
- 再び日本コロムビアに移籍。
- 12月21日、第1期のライブを収録した収めた5thライブアルバム『EUROBOUNDS 〜remastered〜』をリリース。

2001年
- 3月7日、復活後、最初のアルバムである15thアルバム『SPIRITUAL CANOE 〜輪廻転生〜』をリリース。3部作までのモダンヘヴィネス的なサウンドではなく、往年のLOUDNESSサウンドを意識的に再現した作品となった。このアルバムに伴う全国ツアーも行われた。
- 5月23日、第1期のワーナーミュージック・ジャパン時代の曲を収録したベストアルバム『BEST OF LOUDNESS 8688 ATLANTIC YEARS』をリリース。
- 7月20日、第5期のライブを収録した6thライブアルバム『The SOLDIER's just came back LIVE BEST』をリリース。
- 11月21日、16thアルバム『PANDEMONIUM 〜降臨幻術〜』、自身のトリビュートアルバム『TRIBUTE TO LOUDNESS〜Rock’n Roll Crazy Night』をリリース。
- 12月、第1期日本コロムビア時代のベストアルバム、『RE-MASTERPIECES THE BEST OF LOUDNESS』をリリース。

2002年
- 徳間ジャパンコミュニケーションズに移籍。
- 3月24日、CLUB CITTA'でイベント「Loudn'Fest Vol.1」を主催。
- 5月21日、第5期のライブを収録した7thライブアルバム『LOUDNESS LIVE 2002』をリリース。
- 9月4日、17thアルバム『BIOSPHERE』をリリース。
- 10月25日、渋谷公会堂 でワンマンライブ「LOUDNESS LIVE BIOSPHERE」を開催。
- 12月19日、新宿LOFTにて54-71とのツーマンライブ「LOFT presents RHYTHM OF FEAR〜LOUDNESS vs 54-71」を開催。
- 12月31日、東京厚生年金会館でのカウントダウンイベント「Rock Legends Count Down」に出演。EARTHSHAKER等と共演。

2003年
- 9月、東京と大阪で主催イベント「LOUD FEST 2003」を開催。
- 11月27日、自身のトリビュートアルバム『A Tribute To LOUDNESS』をリリース。
- 12月21日、渋谷O-Crestでのイベントに出演。

2004年
- 1月7日、18thアルバム『TERROR 〜剥離〜』をリリース。
- 1月22日、渋谷O-Eastにてライブを行う。
- 1月31日、国内インドアロック・フェスティバル『ソニックマニア 04』に参加（2月1日まで）。
- 2月22日、渋谷公会堂でワンマンライブ「Live Terror 2004」を開催。
- 7月7日、17thシングル『CRAZY SAMURAI』をリリース。
- 7月15日、TOKYO FM HALLにて「大江千里のLive Depot」の公開収録ライブを行う。
- 8月13日、赤坂プリンスホテルにて、ヘヴィメタル・バンドとしては異例のディナーショーを行う。
- 10月27日、リメイク・アルバム『ROCK SHOCKS』、第1期の日本コロムビア時代の5枚のアルバムのリマスター盤をリリース。
- 11月19日から12月11日まで全国ツアー「LOUDNESS LIVE ROCK SHOCKS 2004」を計7公演行う。
- 11月25日、19thアルバム『Racing/音速』をリリース。

2005年
- 3月13日、新木場Studio Coastでのイベント「independence-D vol.0」に出演。
- 3月23日、第1期の日本コロムビア時代の2枚のアルバムと高崎・樋口のソロ・アルバムのリマスター盤、およびの当時のライブ映像のDVDをリリース。
- 4月6日、アルバム『Racing/音速』の英語版アルバム『Racing（English Version）』をリリース。本作をもって本格的に海外再進出を目指す（同年9月26日にヨーロッパ全土で英語バージョンをリリース）。
- 4月9日、タワーレコード渋谷店にてミニライブを行う。
- 4月17日から5月21日まで全国ツアー「LOUDNESS LIVE 2005 prelude to the global ROCKSHOCKS」を計4公演開催。
- 7月、ドイツにて開催された野外フェスティバル『EARTHSHAKER FESTIVAL 2005』に出演。オリジナル・ラインナップとしては18年ぶりの欧州公演となる。
- 8月17日、18thシングル『The Battleship MUSASHI』をリリース。
- 9月5日、NHKのポップジャムの公開収録ライブに参加（放送は9月16日）。
- 9月21日、第5期のベスト・アルバム『THE BEST OF REUNION』をリリース。
- 12月3日、韓国のソウルでワンマンライブを行う。

2006年
- 2月12日から4月5日までワールドツアー「LOUDNESS LIVESHOCKS world circuit 2006 chapter1」を行う（日本1公演・アメリカ13公演・カナダ1公演の計16公演）。オリジナル・メンバーとしては19年ぶりの北米公演となった。
- 11月25日、東京国際フォーラムにて結成25周年ライブ「Loudness 25th Anniversary "Loudness Live Rockshocks 2006"」を開催する。
- 12月27日、アルバム『BREAKING THE TABOO』をリリース。

2007年
- 2月、東名阪ツアー「Live Shocks World Circuit 2007 Chapter 2」を計3公演行う。
- 4月4日、コロムビアミュージックエンタテインメントより『LOUDNESS COMPLETE BOX』をリリース。

2008年
- 2月20日、アルバム『METAL MAD』をリリース。
- 4月14日、ドラムの樋口が肝細胞癌治療のため休養。
- 4月、東名阪クラブクアトロツアーを行う。闘病中の樋口の代打として手数王こと菅沼孝三が出演。
- 10月26日、モトリー・クルーの前座をさいたまスーパーアリーナにて努める。
- 11月30日、半年以上もの間、復帰に向けて闘病生活を続けていた樋口であったが、この日の早朝、大阪市内にある実家の自室において、激しい嘔吐の末、呼吸停止･意識不明の状態で倒れているのを母親に発見される。そのまま、同市内にある病院へ緊急搬送されるも、午前10時44分、死亡が確認される。享年51、満49歳。
- 12月6日、SHIBUYA-AXにてイベントライブ「Peace Maker 2008」に出演。MCでバンドの活動を続けることを表明する。
- 12月24日東京・青山葬儀所にて樋口のファン葬を執り行う。ファン、関係者、有名人合わせて1300人以上が参列した。[55]

2009年
- 2月14日、渋谷公会堂にて樋口宗孝追悼コンサートを行う。
- 2月16日、高崎のブログにて元SABER TIGERの鈴木“アンパン”政行が樋口の後任ドラマーとして正式に加入することが発表される。[56]
- 4月、初期作品を軸にした東名阪ツアー「Classic Loudness Live 2009 The Birthday Eve - Disillusion」を計3公演行う。
- 5月27日、アルバム『THE EVERLASTING -魂宗久遠-』をリリース。
- 6月18日から7月2日まで全国ツアー「Classic Loudness Live 2009 The Birthday Eve - Disillusion Chapter 2」を計7公演行う。
- 8月15日、RISING SUN ROCK FESTIVALに出演。
- 8月26日から9月5日までツアー「Classic Loudness Live 2009 Thunder In The East」を計4公演行う。
- 10月17日、エース・フレーリー（元KISS）の代役としてLOUD PARK09に急遽出演が決まる。
- 11月14日、中野サンプラザにて樋口宗孝一周忌追悼ライブを行なう。レイジーの影山ヒロノブと井上俊次、沢田泰司、菅沼孝三、真矢、奥田民生などをゲストに迎え、LOUDNESSとのセッションを行なう。
- 11月29日、恵比寿Liquidroomにて樋口宗孝追悼ワンマンライブ「SORROWFUL NIGHT」を開催する。
- 12月8日、「Super Peace Festival 2009」に出演。

### 2010年代
2010年
- 5月19日、アルバム『KING OF PAIN 因果応報』をリリース。
- 6月5日、韓国にて『Time to Rock Festival』に出演。
- 6月7日、韓国のEBS放送局にてスタジオ・ライブを行う。
- 7月、ヨーロッパ・ツアーを行う。
- 8月21日、幕張メッセにて『JACK IN THE BOX 2010 SUMMER』に出演。
- 9月4日、韓国にて『Viva Korea Rock Festival』に出演。
- 10月16日、日本のヘヴィメタルフェス『LOUDPARK 2010』大阪公演に出演。
- 11月14日、樋口宗孝追悼ライブ 『EVERLASTING MUNETAKA HIGUCHI 2010』を開催。
- 12月11日、SHIBUYA-AXにて『SUPER PEACE FESTIVAL』に出演。

2011年
- 5月〜6月にかけて5年ぶりの全米ツアーを行う。
- 7月15日、第3期ベーシストの沢田がサイパンに向かう航空機内で女性乗務員に対し暴行を起こし逮捕。拘束中にシーツを使って首吊り自殺を図り意識不明の重体となり、病院に運ばれたが、17日に死亡[57]。
- 9月14日、アルバム『Eve to Dawn 旭日昇天』をリリース。

2012年
- アルバム『Eve to Dawn 旭日昇天』が元ジェントル・ジャイアントのデレク・シャルマンが運営するレーベル「FROSTBYTE」より8月14日に世界中でリリース。
- 8月22日、アルバム『2・0・1・2』リリース。
- 8月24日、尖閣諸島問題による日中関係悪化を理由に中国・貴陽での「YOGA MIDIフェスティバル」の出演を当日にキャンセルされた。LOUDNESSが政治問題を理由にライブを中止するのはこれが初めてとなる[58]。また、25日には上海公演も行われる予定であったが、公演先のライブハウスの建設上の問題により中止になっている[59]。

2013年
- 2月23日、LOUDNESSと樋口宗孝がん研究基金を中心に企画されたチャリティーライブ『Rock Beats Cancer FES 2013 Vol.1』開催。（出演、LOUDNESS、井上俊次、デーモン閣下、斉藤和義、GRANRODEO、少年カミカゼ、Day of Acid Rain、一般のアマチュアギタリスト2名）
- 3月17日〜18日、バハマで行われた「MONSTERS OF ROCK CRUISING ON BAHAMA」に出演。
- 4月14日、ブラジルのヘヴィメタルフェス「LIVE N'LOUDER FESTIVAL in Sao Paulo,Brazil」に出演、スケジュールの都合で参加出来なくなった二井原の代役にヒブリアのユーリ・サンソンがボーカルを務めた。
- 5月4日、アメリカのメリーランド州で行われたロックフェス「M3 Rock Festival on May 4th at Merriweather Post Pavilion」に出演。
- 7月7日、日比谷野外音楽堂90周年事業によるチャリティーライブ『Rock Beats Cancer FES 2013 Vol.2』開催（出演、LOUDNESS、LAZY、JAM project、奥田民生、BABYMETAL、LinQ、Re:play）。LOUDNESSとしては31年振りの野音公演となる。

2014年
- 1月、所属事務所をソルブレッドから個人事務所カタナミュージックへ移籍。
- 3月29日〜4月2日、アメリカのロックフェス『Monsters of Rock Cruise 2014に出演。
- 4月、日本のレコード会社を徳間ジャパンからユニバーサルミュージックへ移籍。
- 6月4日、ユニバーサル移籍第1弾アルバム『THE SUN WILL RISE AGAIN 〜撃魂霊刀』リリース。
- 8月8日、フィンランドのヘヴィメタルフェス『Jalometalli Metal Music Festival』に出演。
- 10月18日、2009年以来、5年振りに日本のヘヴィメタルフェス『LOUDPARK 14』に出演。

2015年
- 5月2日、新木場スタジオコーストにて『LOUD∞OUT FEST 2015』を開催。出演バンドはLOUDNESS、Outrage、SADS、HER NAME IN BLOOD。
- 6月27日、フィンランドのヘヴィメタルフェス『Tuska Open Air Metal Festival』に出演。
- 7月17日、ドイツのヘヴィメタルフェス『Bang Your Head Festival 2015』に出演。
- 10月7日、『The Sun Will Rise Again-US MIX-』がリリース。
- 10月11日、LOUD PARK 2015にて「SOLDIER OF FORTUNE feat. Mike Vescera」名義として第2期LOUDNESSメンバー（サポートDrはGo）が出演。
- 10月15日〜11月7日、USツアーを開始。
- 11月14日、ギリシャのフェス『ROCK YOU TO HELL FESTIVAL III』に出演。
- 11月25日、『THUNDER IN THE EAST』 30th Anniversary Editionとして初回限定盤として「Limited Edition」、3000枚限定BOXとして「Ultimate Edition」がリリース。

2016年
- 7月6日、2度目となるセルフカヴァーアルバム『SAMSARA FLIGHT 〜輪廻飛翔〜』リリース。
- 9月14日、『LIGHTNIG STRIKES 30th Anniversary Limited Edition』リリース。
- 11月2日、第4期時に発表された3枚のアルバムを1つに纏めた『LOUDNESS BUDDHA ROCK 1997-1999』をリリース。

2017年
- 9月20日、『HURRICANE EYES 30th ANNIVERSARY Limited Edition』リリース。
- 12月13日、「8186 LIVE」の再現ツアーとして2017年4月13日に行われた日本ツアーの最終日Zepp Tokyoの本編の模様と、オリジナル盤のリマスタリングによる『8186 Now and Then』をリリース。

2018年
- 1月26日、アルバム『RISE TO GLORY - 8118 -』リリース。
- 2月8日、ドラムの鈴木が脳梗塞のため、緊急入院[60]。
- 6月24日、LUNA SEA主催のフェス『LUNATIC FEST.』に出演[61]。
- 9月24日、「METAL WEEKEND 第4弾 LOUDNESS & FRIENDS -AMPAN RETURNS-」にて鈴木が「LOUDNESS」でドラムを披露。
- 12月26日、『JEALOUSY 30th ANNIVERSARY Limited Edition』リリース

2019年
- 12月25日、『LOUDNESS JAPAN TOUR 19　HURRICANE EYES + JEALOUSY Live at Zepp Tokyo 31 May, 2019』リリース

2020年
- 9月23日、『SOLDIER OF FORTUNE 30th ANNIVERSARY Limited Edition』リリース

2021年
- 12月24日、『ON THE PROWL 30th ANNIVERSARY Limited Edition』リリース
- 12月28日、『Special Live　Ampan Night』で鈴木が約20曲を叩き切り完全復活を果たす。
- 12月29日、『SUNBURST～我武者羅』をリリース。オリコン・デイリーチャート1位を記録する。

2022年
- 2022年春から4年ぶりに鈴木“あんぱん”政行が全国ツアーに参加
- 10月26日、『LOUDNESS 30th ANNIVERSARY Limited Edition』リリース。

2023年
- 6月10日、2022年12月29日にEX THEATER ROPPONGIで行われた『LOUDNESS 40th Anniversary JAPAN CIRCUIT 2022 CHAPTER3 SUNBURST～我武者羅』の模様を収めたライブ映像作品をヘヴィミュージック専門ストリーミングサービス「ViSUALIVE / TOKYO MADNESS Streaming」限定で配信リリース[62]。

## 影響

### 与えた影響
稲葉浩志、X JAPAN、Outrage、NOV、SEX MACHINEGUNS、Laputa、La'cryma Christi、ポール・ギルバート、マーティ・フリードマンなどのハードロック系、ヴィジュアル系バンドだけでなく、スピッツ（公式プロフィール等ではドラムスの﨑山龍男が唯一「影響を受けたミュージシャン」の筆頭にLOUDNESS樋口宗孝の名を挙げている）、サイキックラバー、斉藤和義、奥田民生、上杉昇など多くの音楽アーティストに影響を与えた。

## 作品
リリース年月日は全て日本盤のオリジナルの発売日を記載。

### オリジナル・アルバム
※英語版、日本語版、リミックス版含む
|            | 発売日         | タイトル                                         | JP  | US  | レーベル                       | ラインナップ |
| ---------- | -------------- | ------------------------------------------------ | --- | --- | ------------------------------ | ------------ |
| 1st        | 1981年11月25日 | THE BIRTHDAY EVE 〜誕生前夜〜                    |     |     | 日本コロムビア                 | 第1期        |
| 2nd        | 1982年7月21日  | DEVIL SOLDIER 〜戦慄の奇蹟〜                     |     |     | 日本コロムビア                 | 第1期        |
| 3rd        | 1983年1月25日  | THE LAW OF DEVIL'S LAND 〜魔界典章〜             |     |     | 日本コロムビア                 | 第1期        |
| 4th        | 1984年1月21日  | DISILLUSION 〜撃剣霊化〜                         |     |     | 日本コロムビア                 | 第1期        |
| 4th        | 1984年7月21日  | DISILLUSION (English Version)                    |     |     | 日本コロムビア                 | 第1期        |
| 5th        | 1985年1月21日  | THUNDER IN THE EAST                              | 4   | 74  | 日本コロムビア                 | 第1期        |
| 6th        | 1986年3月24日  | SHADOWS OF WAR                                   |     |     | ワーナーミュージック・ジャパン | 第1期        |
| 6th        | 1986年7月25日  | LIGHTNING STRIKES (U.S. Remix of Shadows of War) |     | 64  | ワーナーミュージック・ジャパン | 第1期        |
| 7th        | 1987年8月25日  | HURRICANE EYES                                   |     | 190 | ワーナーミュージック・ジャパン | 第1期        |
| 7th        | 1987年12月10日 | HURRICANE EYES (Japanese Version)                | 34  |     | ワーナーミュージック・ジャパン | 第1期        |
| Mini Album | 1988年5月25日  | JEALOUSY                                         |     |     | ワーナーミュージック・ジャパン | 第1期        |
| 8th        | 1989年9月17日  | SOLDIER OF FORTUNE                               | 18  |     | ワーナーミュージック・ジャパン | 第2期        |
| 9th        | 1991年2月25日  | ON THE PROWL                                     | 7   |     | ワーナーミュージック・ジャパン | 第2期        |
| Mini Album | 1991年9月25日  | SLAP IN THE FACE                                 | 65  |     | ワーナーミュージック・ジャパン | 第2期        |
| 10th       | 1992年6月10日  | LOUDNESS                                         | 2   |     | ワーナーミュージック・ジャパン | 第3期        |
| 11th       | 1994年12月21日 | HEAVY METAL HIPPIES                              | 29  |     | ワーナーミュージック・ジャパン | 第4期        |
| 12th       | 1997年7月5日   | GHETTO MACHINE                                   | 65  |     | Rooms RECORDS                  | 第4期        |
| 13th       | 1998年8月5日   | DRAGON                                           | 49  |     | Rooms RECORDS                  | 第4期        |
| 14th       | 1999年7月7日   | ENGINE                                           | 48  |     | Rooms RECORDS                  | 第4期        |
| 15th       | 2001年3月7日   | SPIRITUAL CANOE 〜輪廻転生〜                     | 20  |     | 日本コロムビア                 | 第5期        |
| 16th       | 2001年11月21日 | PANDEMONIUM 〜降臨幻術〜                         | 27  |     | 日本コロムビア                 | 第5期        |
| 17th       | 2002年9月4日   | BIOSPHERE 〜新世界〜                             | 45  |     | 徳間ジャパン                   | 第5期        |
| 18th       | 2004年1月7日   | TERROR 〜剥離〜                                  | 88  |     | 徳間ジャパン                   | 第5期        |
| 19th       | 2004年11月25日 | Racing/音速                                      | 60  |     | 徳間ジャパン                   | 第5期        |
| 19th       | 2005年4月6日   | Racing (English Version)                         | 174 |     | 徳間ジャパン                   | 第5期        |
| 20th       | 2006年12月27日 | BREAKING THE TABOO                               | 129 |     | 徳間ジャパン                   | 第5期        |
| 21st       | 2008年2月20日  | METAL MAD                                        | 51  |     | 徳間ジャパン                   | 第5期        |
| 22nd       | 2009年5月17日  | THE EVERLASTING -魂宗久遠-                       | 42  |     | 徳間ジャパン                   | 第6期        |
| 23rd       | 2010年5月19日  | KING OF PAIN 因果応報                            | 21  |     | 徳間ジャパン                   | 第6期        |
| 24th       | 2011年9月14日  | Eve to Dawn 旭日昇天                             | 36  |     | 徳間ジャパン                   | 第6期        |
| 25th       | 2012年8月22日  | 2・0・1・2                                       | 33  |     | 徳間ジャパン                   | 第6期        |
| 26th       | 2014年6月4日   | THE SUN WILL RISE AGAIN 〜撃魂霊刀               | 29  |     | ユニバーサルミュージック       | 第6期        |
| 26th       | 2015年10月7日  | THE SUN WILL RISE AGAIN (U.S. Mix)               |     |     | ユニバーサルミュージック       | 第6期        |
| 27th       | 2018年1月26日  | RISE TO GLORY - 8118 -                           | 13  |     | ワードレコーズ                 | 第6期        |
| 28th       | 2021年12月29日 | SUNBURST〜我武者羅                               | 5   |     | カタナミュージック             | 第6期        |

### ライブ・アルバム
|      | 発売日         | タイトル                                                                         | JP  | レーベル       | ラインナップ | 備考                                                                                    |
| ---- | -------------- | -------------------------------------------------------------------------------- | --- | -------------- | ------------ | --------------------------------------------------------------------------------------- |
| 1st  | 1983年11月21日 | LIVE-LOUD-ALIVE LOUDNESS IN TOKYO                                                |     | 日本コロムビア | 第1期        |                                                                                         |
| 2nd  | 1986年11月10日 | 8186 LIVE                                                                        |     | ワーナー       | 第1期        | 代々木オリンピックプールでのライブを収録、LP初回盤のみボーナストラックシングル付属      |
| 3rd  | 1994年4月25日  | ONCE AND FOR ALL                                                                 | 48  | ワーナー       | 第3期        | 1992年6月1日CLUB CITTA'川崎でのライヴを収録                                             |
| 4th  | 1995年6月10日  | LOUD'N'RAW                                                                       | 55  | ワーナー       | 第4期        |                                                                                         |
| 5th  | 2000年12月21日 | EUROBOUNDS 〜remastered〜                                                        |     | 日本コロムビア | 第1期        |                                                                                         |
| 6th  | 2001年7月20日  | THE SODIER's just came back LIVE BEST                                            | 76  | 日本コロムビア | 第5期        |                                                                                         |
| 7th  | 2003年5月21日  | LOUDNESS LIVE 2002                                                               | 259 | 徳間ジャパン   | 第5期        |                                                                                         |
| 8th  | 2009年12月23日 | LIVE LOUDEST AT THE BUDOKAN '91                                                  |     | ワーナー       | 第2期        |                                                                                         |
| 9th  | 2016年1月20日  | EARTHSHAKER×LOUDNESS” DISC：LOUDNESS                                             |     | Amazon Records | 第6期        | 2015年12月に行われたライブを収録、amazon限定販売                                        |
| 10th | 2017年12月13日 | 8186 Now and Then                                                                |     | ワーナー       | 第6期        | 『8186 LIVE』のリマスター+『JAPAN Tour 2017 “LIGHTNING STRIKES” 30th Anniversary 8117』 |
| 11th | 2019年5月24日  | LOUDNESS World Tour 2018 RISE TO GLORY METAL WEEKEND/Live In Tokyo               |     | ワードレコーズ | 第6期        |                                                                                         |
| 12th | 2019年12月25日 | LOUDNESS JAPAN TOUR 19 HURRICANE EYES + JEALOUSY Live at Zepp Tokyo 31 May, 2019 | 55  | ワーナー       | 第6期        |                                                                                         |

### ベスト・アルバム
|      | 発売日         | タイトル                                                   | JP  | レーベル               | ラインナップ | 備考 |
| ---- | -------------- | ---------------------------------------------------------- | --- | ---------------------- | ------------ | --- |
| 1st  | 1986年12月10日 | NEVER STAY HERE, NEVER FORGET YOU 〜LOUDNESS BEST TRACKS〜 |     | 日本コロムビア         | 第1期        | コロムビア時代のベストアルバム |
| 2nd  | 1989年7月21日  | EARLY SINGLES                                              |     | 日本コロムビア         | 第1期        | コロムビア時代のシングルコレクション |
| mini | 1991年4月25日  | LOUD'N'RARE                                                |     | ワーナー               | 第1期        | ワーナー時代のオリジナルアルバム未収録曲集                                                                                                  |
| 3rd  | 1991年10月25日 | LOUDEST                                                    | 59  | ワーナー               | 第1期&第2期  | 第1期と第2期のワーナー時代の曲を集めたベストアルバム、マイクの秘蔵ライブ音源収録                                                            |
| 4th  | 1991年11月28日 | LOUDEST Ballad Collection                                  |     | ワーナー               | 第1期&第2期  | 第1期と第2期のワーナー時代のバラード曲を集めたベストアルバム 「Silent Sword」の日本語ヴァージョン『Losing You』、マイクの秘蔵ライブ音源収録 |
| 5th  | 1996年6月21日  | BEST SONG COLLECTION                                       |     | 日本コロムビア         | 第1期        | コロムビア時代の2枚組ベストアルバム。高崎と樋口のソロアルバムからもそれぞれ1曲ずつ収録されている。                                          |
| 6th  | 1996年7月25日  | MASTERS OF LOUDNESS                                        |     | ワーナー               | 第1期-第4期  | 主にワーナー時代の曲を集めたベストアルバム 新曲『MASTER OF THE HIGHWAY』を収録                                                              |
| 7th  | 1997年5月21日  | The Very Best of LOUDNESS                                  |     | 日本コロムビア         | 第1期        | 第1期のコロンビア時代の曲を収録 |
| 8th  | 2001年5月23日  | BEST OF LOUDNESS 8688 ATLANTIC YEARS                       | 71  | ワーナー               | 第1期        | 第1期のワーナー時代の曲を収録 |
| 9th  | 2001年12月21日 | RE-MASTERPIECES THE BEST OF LOUDNESS                       | 94  | 日本コロムビア         | 第1期&第5期  | 主に第1期の曲を収録。第5期からも2曲入り、新曲として二井原ver.の『SOLDIER OF FORTUNE』を収録                                                 |
| 10th | 2005年9月21日  | THE BEST OF REUNION                                        | 139 | 徳間ジャパン           | 第5期        | 第5期の楽曲によるベスト、新曲『JACK』を収録                                                                                                 |
| 11th | 2009年2月18日  | GOLDEN☆BEST LOUDNESS〜EARLY YEARS COLLECTION〜             |     | 日本コロムビア         | 第1期        | 第1期とメンバーのソロ作品からのコロンビア時代の曲を収録                                                                                     |
| 12th | 2012年1月18日  | LOUDNESS BEST TRACKS -COLUMBIA YEARS-                      | 156 | 日本コロムビア         | 第1期        | 3社合同企画の30周年記念盤、初回生産分は3タイトル連動特典あり ワーナー盤にマイクver.の『CRAZY DOCTOR』を収録                                 |
| 13th | 2012年1月18日  | LOUDNESS BEST TRACKS -WARNER YEARS-                        | 130 | ワーナー               | 第1期-第4期  | 3社合同企画の30周年記念盤、初回生産分は3タイトル連動特典あり ワーナー盤にマイクver.の『CRAZY DOCTOR』を収録                                 |
| 14th | 2012年1月18日  | LOUDNESS BEST TRACKS -TOKUMA JAPAN YEARS-                  | 177 | 徳間ジャパン           | 第5期&第6期  | 3社合同企画の30周年記念盤、初回生産分は3タイトル連動特典あり ワーナー盤にマイクver.の『CRAZY DOCTOR』を収録                                 |
| 15th | 2012年10月31日 | SINGLE COLLECTION 1981-2012                                |     | Loudness Music Factory | 第1期-第5期  | 2012年までの全時代シングルコレクション |
| 16th | 2013年8月23日  | SUPER BEST                                                 |     | ワーナー               | 第1期-第3期  | ワーナー時代の楽曲で構成されたTSUTAYA限定発売品、2015年1月28日に同内容で再発売されている                                                    |

### セルフカバー・アルバム
|     | 発売日         | タイトル                    | JP | レーベル       | ラインナップ |
| --- | -------------- | --------------------------- | -- | -------------- | ------------ |
| 1st | 2004年10月27日 | ROCK SHOCKS                 | 37 | 徳間ジャパン   | 第5期        |
| 2nd | 2016年7月6日   | SAMSARA FLIGHT 〜輪廻飛翔〜 | 19 | 日本コロムビア | 第6期        |

### トリビュート・アルバム
- TRIBUTE TO LOUDNESS〜Rock'n Roll Crazy Night （2001年11月21日）
  - 6曲目にメンバーの高崎本人が参加。
- A Tribute To LOUDNESS （2003年11月27日）
- GO! GO! NAGAI Tribute to the 永井豪（2005年9月7日）
  - 『マジンガーZ』の挿入歌「Z THEME」（Zのテーマ）のカヴァーで参加。

### ボックス・セット
| 発売日         | タイトル                                                                           | 備考 |
| -------------- | ---------------------------------------------------------------------------------- | --- |
| 1992年11月     | LOUDNESS BOX                                                                       | コロムビア時代のアルバムから選曲されたベスト・アルバム7枚組のボックス・セット                                                                                 |
| 2007年4月4日   | LOUDNESS COMPLETE BOX                                                              | コロムビア時代のアルバム（シングル集含む）8枚と高崎と樋口のソロアルバム2枚、ライブDVD2枚のボックス・セット                                                    |
| 2015年11月25日 | THUNDER IN THE EAST 30th Anniversary Edition（LIMITED EDITION & ULTIMATE EDITION） | 『THUNDER IN THE EAST』発売30周年記念アルバム |
| 2016年3月30日  | LOUDNESS COLUMBIA YEARS SELECTION                                                  | コロムビア時代のオリジナルアルバムと日本コロムビアより発売された 高崎、樋口のソロアルバムを含む11枚組ボックス・セット。メンバー立ち合いの元で新たにリマスター |
| 2016年11月2日  | LOUDNESS BUDDHA ROCK 1997-1999 35th Anniversary LIMITED EDITION                    | 通称インド三部作「GHETTO MACHINE」「DRAGON」「ENGINE」を高崎晃が立ち合いのもとデジタル・リマスター化。 当時のPV映像8曲を収録したDVDを含む4枚組BOX             |

### シングル
※12インチ・アナログ、マキシ含む
|        | 発売日         | タイトル               | JP  | 収録アルバム                              | 規格           | レーベル             | ラインナップ |
| ------ | -------------- | ---------------------- | --- | ----------------------------------------- | -------------- | -------------------- | ------------ |
| 1st    | 1982年5月1日   | BURNING LOVE           |     | EARLY SINGLES                             | EP             | 日本コロムビア       | 第1期        |
| 2nd    | 1983年1月21日  | GERALDINE              |     | EARLY SINGLES                             | EP             | 日本コロムビア       | 第1期        |
| 3rd    | 1983年9月21日  | ROAD RACER             |     | EARLY SINGLES                             | EP             | 日本コロムビア       | 第1期        |
| 4th    | 1984年12月     | CRAZY NIGHT            |     | THUNDER IN THE EAST                       | EP             | 日本コロムビア       | 第1期        |
| 5th    | 1985年6月21日  | Gotta Fight            |     | EARLY SINGLES                             | EP             | 日本コロムビア       | 第1期        |
| 6th    | 1986年3月10日  | LET IT GO              |     | SHADOWS OF WAR                            | EP             | ワーナーミュージック | 第1期        |
| 7th    | 1986年9月27日  | RISKY WOMAN            | 32  | LOUD'N'RARE                               | EP             | ワーナーミュージック | 第1期        |
| プロモ | 1987年         | THIS LONELY HEART      |     | HURRICANE EYES                            | EP             | ワーナーミュージック | 第1期        |
| 8th    | 1987年11月28日 | SO LONELY              |     | HURRICANE EYES                            | 8cmCD          | ワーナーミュージック | 第1期        |
| 9th    | 1988年5月25日  | LONG DISTANCE LOVE     | 58  | HURRICANE EYES                            | 8cmCD          | ワーナーミュージック | 第1期        |
| 10th   | 1989年5月25日  | DREAMER AND SCREAMER   |     | JEALOUSY                                  | 8cmCD          | ワーナーミュージック | 第1期        |
| 11th   | 1989年8月10日  | YOU SHOOK ME           | 79  | SOLDIER OF FORTUNE                        | 8cmCD          | ワーナーミュージック | 第2期        |
| 12th   | 1991年2月10日  | DOWN'N'DIRTY           | 97  | ON THE PROWL                              | 8cmCD          | ワーナーミュージック | 第2期        |
| 13th   | 1991年4月25日  | IN THE MIRROR          |     | ON THE PROWL                              | 8cmCD          | ワーナーミュージック | 第2期        |
| 14th   | 1992年5月25日  | BLACK WIDOW            | 30  | LOUDNESS                                  | 8cmCD          | ワーナーミュージック | 第3期        |
| 15th   | 1992年8月25日  | SLAUGHTER HOUSE        | 40  | LOUDNESS                                  | 8cmCD          | ワーナーミュージック | 第3期        |
| 16th   | 1994年12月10日 | ELECTRIC KISSES        |     | HEAVY METAL HIPPIES                       | 8cmCD          | ワーナーミュージック | 第4期        |
| 17th   | 2004年7月7日   | CRAZY SAMURAI          | 72  | Racing/音速                               | マキシシングル | 徳間ジャパン         | 第5期        |
| 18th   | 2005年8月17日  | The Battleship MUSASHI | 89  | アルバム未収録                            | マキシシングル | 徳間ジャパン         | 第5期        |
| 19th   | 2010年12月15日 | The ETERNAL SOLDIERS   | 143 | LOUDNESS BEST TRACKS -TOKUMA JAPAN YEARS- | マキシシングル | ランティス           | 第6期        |

### 映像作品
|      | 発売日         | タイトル                                                                                        | 備考 |
| ---- | -------------- | ----------------------------------------------------------------------------------------------- | --- |
| 1st  | 1983年12月21日 | LIVE-LOUD-ALIVE LOUDNESS IN TOKYO                                                               | 1983年に行われた『LIVE-LOUD-ALIVE』のライブ映像 2005年3月23日にDVDで再販                                                                                   |
| 2nd  | 1984年8月21日  | EUROBOUNDS                                                                                      | 1984年にヨーロッパで行った『EUROBOUNDS』のライブ映像 2005年3月23日にDVDで再販 DVD盤のタイトルは『EUROBOUNDS〜remastered〜』                                |
| 3rd  | 1985年2月21日  | THUNDER IN THE EAST Vol.1, 2                                                                    | THUNDER IN THE EASTのMV集 |
| 4th  | 1986年9月10日  | LIVE IN TOKYO LIGHTNING STRIKES                                                                 | 1986年4月の代々木オリンピック・プールのライブ映像 2001年11月21日にDVDで再販                                                                                |
| 5th  | 1991年9月25日  | VIDEO LOUDEST                                                                                   | 第1期と第2期のワーナー時代の曲を集めた映像版ベスト。第2期の日本武道館でのライブ映像などを収録 2002年6月26日にDVDで再販                                     |
| 6th  | 1992年7月25日  | BLACK WIDOW ～ ONCE AND FOR ALL                                                                 | 第3期のONCE AND FOR ALLのライブ映像などを収録 2008年9月24日にDVDで再販                                                                                     |
| 7th  | 1992年12月12日 | Welcome to the Slaughter House                                                                  | 第3期のライブ映像 2008年9月24日にDVDで再販 |
| 8th  | 2001年8月22日  | The SOLDIER's just came back                                                                    | 第5期の2001年3月28日に中野サンプラザで行ったライブ映像 |
| 9th  | 2002年2月21日  | 20th Anniversary PANDEMONIUM TOUR                                                               | 第5期の20周年記念『PANDEMONIUM TOUR』からのライブ映像 |
| 10th | 2003年2月26日  | LIVE BIOSPHERE                                                                                  | 2002年10月25日に渋谷公会堂で行われた『LOUDNESS LIVE BIOSPHERE』のライブ映像 2014年10月8日にBlu-rayで再販                                                   |
| 11th |                | 20020324 LOUD'N FEST VOL.1 at CLUB CITTA'                                                       | 2002年3月24日CLUB CITTA'でのライブのメンバー公認ブートビデオ                                                                                               |
| 12th | 2004年7月7日   | LOUDNESS LIVE TERROR 2004                                                                       | 2004年2月22日に渋谷公会堂で行われた『LOUDNESS TERROR 2004』のライブ映像と、2003年に行われた『SONICMANIA04』のオフショット映像 2014年10月8日にBlu-rayで再販 |
| 13th | 2005年3月16日  | Rock-Shocking the nation                                                                        | 2004年11月から12月の『Rock Shocking The Nation』ツアーのライブ映像 2014年10月8日にBlu-rayで再販                                                            |
| 14th | 2005年11月23日 | LOUDNESS LIVE limited edit at Germany in 2005                                                   | 2005年7月のドイツ『EARTHSHAKER FESTIVAL』出演時のライヴとドキュメント映像 2014年10月8日にBlu-rayで再販                                                     |
| 15th | 2006年9月23日  | LOUDNESS LIVE IN SEOUL20051203 OFFICIAL BOOTLEG DVD SERIES TWO                                  | 2005年12月に韓国ソウル市で行われたオリジナルメンバーとしては初のワンマンライブの映像                                                                       |
| 16th | 2006年9月23日  | LOUDNESS In America 06 LIVE SHOCKS worid circuit 2006 chapter 1                                 | 17年ぶりとなるオリジナルメンバーでのアメリカツアーのニューヨークでのライブ映像 2014年10月8日にBlu-rayで再販                                                |
| 17th | 2007年2月21日  | THANKS 25TH ANNIVERSARY LOUDNESS LIVE AT INTERNATIONAL FORUM 20061125                           | 2006年11月25日国際フォーラムのライブ映像 2014年10月8日にBlu-rayで再販                                                                                      |
| 18th | 2008年7月30日  | LOUDNESS LIVESHOCKS 2008 METAL MAD QUATTRO CIRCUIT                                              | 2008年4月樋口宗孝が病気のため急きょ代役をたててのライブ 2015年3月4日にBlu-rayで再販                                                                        |
| 19th | 2008年8月27日  | The Legend Of Loudness〜Live Complete Best                                                      | 4枚組DVDライブベスト。未発表ライブ映像、TV番組出演時のスタジオライブなども収録                                                                             |
| 20th | 2009年6月24日  | Munetaka Higuchi Forever Our Hero                                                               | 2009年2月14日渋谷C.C.LEMON HALLで行われた樋口宗孝氏追悼ライブの映像 2014年10月8日にBlu-rayで再販                                                           |
| 21st | 2010年4月14日  | CLASSIC LOUDNESS LIVE 2009 JAPAN TOUR The Birthday Eve-THUNDER IN THE EAST                      | 2009年のCLASSIC LOUDNESS LIVEシリーズのライブ映像 2014年10月8日にBlu-rayで再販                                                                             |
| 22nd | 2010年7月14日  | 樋口宗孝追悼ライブ2009DVD Munetaka Higuchi Forever Our Hero                                     | 樋口宗孝の一周忌追悼ライブの映像 2014年10月8日にBlu-rayで再販                                                                                              |
| 23rd | 2011年5月25日  | LOUDNESS WORLD CIRCUIT 2010 COMPLETE LIVE                                                       | 2010年のヨーロッパ、日本でのワールドサーキットのライブ映像 2014年10月8日にBlu-rayで再販                                                                    |
| 24th | 2011年         | LIGHTNING STRIKES WORLD CIRCUIT 2010 ASIA TOUR                                                  | ファンクラブ会員に限定販売された2010年のアジアツアーのライブ映像 2015年3月4日にBlu-rayで一般販売（再販）                                                   |
| 25th | 2012年2月8日   | EVERLASTING MUNETAKA HIGUCHI2010 樋口宗孝追悼ライブ vol.2                                       | 2010年11月14日に渋谷C.C.Lemonホールにて行われた樋口宗孝氏の3回忌となる追悼ライブの映像 2015年3月4日にBlu-rayで再販                                         |
| 26th | 2012年6月27日  | LOUDNESS 30th ANNIVERSARY WORLD TOUR IN USA 2011 LIVE&DOCUMENT                                  | 2011年5月～6月のLOUDNESS30周年記念ワールドツアー第一弾となるUSAツアーを収録 2015年3月4日にBlu-rayで再販                                                    |
| 27th | 2012年9月26日  | LOUDNESS 2011-2012 LIVE & DOCUMENT in JAPAN                                                     | 2011年12月6日にZepp Tokyoで行われた30th Anniversary world tour in Japanのライブ映像とドキュメント映像 2015年3月4日にBlu-rayで再販                          |
| 28th | 2013年4月17日  | LOUDNESS 2012 Complete DVD ～Regular Edition Live&document～                                    | 2012年に行った国内外のワールドライブを網羅した完全版 2015年3月4日にBlu-rayで再販                                                                           |
| 29th | 2013年9月26日  | LOUDNESS 2012 Complete DVD ～Limited Edition Live Collection～                                  | 通信販売限定商品。樋口宗孝追悼ライブvol.4のDVD付 2015年3月4日にBlu-rayで一般販売（再販）                                                                   |
| 30th | 2013年11月27日 | LOUDNESS BEST MUSIC VIDEOS 85-12                                                                | 1985年からのLOUDNESSのVIDEO CLIP集 |
| 31st | 2014年         | LOUDNESS COMPLETE LIVE DVD WORLD CIRCUIT 2013                                                   | 2013年に行った国内外のワールドライブを収録。樋口宗孝追悼ライブvol.5を収録 2015年3月4日にBlu-rayで一般販売（再販）                                          |
| 32nd | 2014年12月24日 | PRIME CUT MASTERPIECE SESSIONS~dedicated to Munetaka Higuchi                                    | スタジオ・ライブとそのレコーディングの裏側に迫るドキュメンタリー作品                                                                                       |
| 33rd | 2016年9月28日  | LOUD ∞ OUT FEST 2016                                                                            | 2016年5月1日新木場STUDIO COASTにて開催されたLOUD ∞ OUT FEST 2016のライブ映像                                                                               |
| 34th | 2017年11月27日 | LOUDNESS JAPAN TOUR 2017 “LIGHTNING STRIKES" 30th Anniversary 8117 at Zepp Tokyo 13 April, 2017 | 2017年4月13日にZepp Tokyoで行われた「8186 LIVE」の再現ツアーのライブ映像 Amazon限定販売                                                                    |
| 35th | 2019年12月25日 | LOUDNESS JAPAN TOUR 19 HURRICANE EYES + JEALOUSY Live at Zepp Tokyo 31 May, 2019                | 2019年5月31日に開催されたライブのDVD、CDの3枚組 |

### 関連書籍
- 100%LOUDNESS （1984年 シンコー・ミュージック、YOUNG GUITAR1984年2月号臨時増刊）
- ロックン・ロール・ジプシー ぼくはロックで世界を見た（1987年 JICC出版局）二井原実 著 ISBN 978-4880633671
- 100%高崎晃 （1993年 シンコー・ミュージック）
- 伝説のバンド「X」の生と死―宇宙を翔ける友へ（2000年4月 徳間書店） TAIJI 著 ISBN 978-4198611743
- TAIJI復活PHOTOGRAPH（2000年12月 徳間書店） TAIJI 著 ISBN 978-4198612887
- Ultimate LOUDNESS（2002年 リットー・ミュージック） ISBN 4-8456-0751-4

デビュー20周年を記念して発行されたムック。各メンバーのインタビュー、歴代の使用機材、代表曲のギタースコアが掲載。「燃えよドラゴン」のカバーが収録されたCD「Enter The Dragon」&バンドスコア付き。
- 永久保存版 樋口宗孝 (RHYTHM & DRUMS MAGAZINE SPECIAL FEATURE SERIES)（2010年 リットー・ミュージック） ISBN 978-4845618798
- 100% 高崎 晃〜LOUDNESS 30th Anniversary 撃剣鳴動〜（2011年 シンコーミュージック・エンタテイメント）ISBN 978-4401636372
- TAIJI　沢田泰司 （2015年 宝島社）赤塚友美 著 ISBN 978-4800235985
- 雷神〜Rising 高崎晃 自伝 （2015年 リットー・ミュージック）ISBN 978-4845627172
- 愛蔵版 高崎晃 Guitar Collection（2016年 メディアパル）ISBN 978-4802191470
- 二井原実 自伝 真我Singer（2018年 リットー・ミュージック） ISBN 978-4845632114
- 柴田直人 自伝（シンコーミュージック・エンタテイメント 2018年）ISBN 978-4401646388
- ⼭下昌良 ⾃伝 重⾳〜HEAVY GROOVE（2022年11月29日 リットー・ミュージック）ISBN 978-4845638185
- 打魂 樋⼝宗孝インタビューズ1982～2008（2022年11月30日 リットー・ミュージック）ISBN 978-4845638192

## タイアップ一覧
| 使用年 | 曲名                 | タイアップ                                                                         |
| ------ | -------------------- | ---------------------------------------------------------------------------------- |
| 1985年 | Gotta Fight          | アニメ映画『オーディーン 光子帆船スターライト』主題歌                              |
| 1985年 | ODIN                 | アニメ映画『オーディーン 光子帆船スターライト』主題歌                              |
| 1988年 | DREAMER AND SCREAMER | OVA『湘南爆走族5』主題歌                                                           |
| 2011年 | The ETERNAL SOLDIERS | OVA『マジンカイザーSKL』オープニングテーマ                                         |
| 2011年 | THE DANGER ZONE      | OVA『マジンカイザーSKL』1巻 挿入歌                                                 |
| 2015年 | CRAZY NIGHTS         | TOKYO MX放送情報番組『5時に夢中!』2015年12月7日 - 12月11日放送分エンディングテーマ |

## 音量に纏わる逸話
- LOUDNESSが音量に拘る様になったのは樋口がAC/DCの初来日公演（1981年2月）を観に行った際にあまりの大音量に衝撃を受け、自分たちもやるなら「大きな音じゃなきゃアカン」と意識する様になったとされている[75]。
- 1982年4月10日に日比谷野外音楽堂で行われたライブではあまりの音量のデカさに近所の住民から苦情が殺到し、長年出入り禁止になった。以後もLOUDNESSとしては日比谷公演は行われて無いものの、各メンバーが別のバンドやイベントで日比谷で演奏をすることはあった。出入り禁止されてから30年以上が経過した2013年7月7日のライブイベント「ROCK BEATS CANCER FES VOL.2」にLOUDNESSとして出演している。
- 1980年代前半頃に高崎がアルペジオが苦手であった事に苦慮している姿を見た中下は、友人の伝手でクラシックギタリストの荘村清志を高崎に紹介し、高崎は荘村からクラシックギターを習っていた時期がある。高崎はそのお礼としてLOUDNESSのライブに荘村を招待したが、あまりの大音量に耳を傷めてしまい10分くらいで帰ってしまった[76]。
- 1986年4月3日、4日に代々木オリンピックプールで行われたライブ（後に「8186LIVE」として発売）では当時コレまでに無い大規模な音響設備と照明設備により原宿駅から苦情が来るほどの大音量であった。
- 1985年、モトリー・クルーと共にツアーに周った際、前座を担当したLOUDNESSの方が音が良く観客ウケも良かったことから、モトリー・クルー側のサウンドエンジニアがクビになりかけたり、LOUDNESS側の音量を小さくさせられたこともあった[77]。
- 1987年に共にツアーを周ったストライパーのマイケル・スウィートはLOUDNESSとツアーを周ったことについて「LOUDNESSはヘヴィ過ぎて僕らとしっくり行かないよ」と愚痴をこぼしたことがある。マイケル曰くこの組み合わせによるツアーはマネージャーが決めたとのことであり、マイケルはハリケーンかTNTとツアーを周りたかったようである[78]。
- 樋口によれば、2001年7月28日に富士急ハイランドで行われたイベント「Hard Rock Summit in FUJI-Q」でLOUDNESSの演奏中、長野県にまで爆音が風に乗って流れたそうで、長野県側から苦情が来た事を2005年9月16日放送のポップジャムで明かしている。また、この番組では司会を担当していた西川貴教から「10年後のLOUDNESSはどうなっているか？」という質問に対し樋口は「TMのバックでもするか」とジョークを飛ばしたが、西川は苦笑しつつも「僕の歌聞えなくなると思うんですけど…」と、丁寧に断っている。
- 樋口宗孝の本葬儀に出席した高崎晃は「僕らは一番でかい音を出すバンドをやろうと思っていた。リゾートの遊園地で野外ライブ(上記の富士急ハイランドの事)を開いたとき、『隣の県から苦情がきたらしい』とうれしそうに話していたのを思い出す」と振り返った。